# Anurophorus duodecimoculatus
Anurophorus duodecimoculatus är en urinsektsart som beskrevs av Steiner 1958. Anurophorus duodecimoculatus ingår i släktet Anurophorus och familjen Isotomidae. Inga underarter finns listade i Catalogue of Life.